# Playa de Zurriola
Het Playa de Zurriola (Spaans) of Zurriola hondartza (Baskisch) is een zandstrand aan de Cantabrische Zee, in de wijk Gros in de Spaanse stad San Sebastian. Het strand ligt in het oosten van de stad, tussen de rivier de Urumea en de heuvel Ulía, is 800 meter lang, gemiddeld 110 meter breed en een gemiddeld oppervlakte van 88.000 m2. Er zijn strandwachten, zestien openbare douches en twintig kranen of waterpunten.
Playa de Zurriola is een van de drie stranden van de stad, en het enige strand dat direct aan zee ligt. De andere twee stranden, Playa de La Concha en Playa de Ondarreta liggen aan de baai La Concha. Omdat het direct aan zee ligt, zijn er vaak hoge golven aan dit strand. Tot de aanleg van een pier naast de monding van de Urumea in 1994 was het strand dan ook niet geschikt om te baden. Sindsdien is de branding minder wild, maar zijn er nog steeds hoge golven, waardoor het een geliefde plek is voor surfers en jongeren. Sinds 2004 is op een deel van het strand nudisme toegestaan. 
Aan het strand bevindt zich verder het congrespaleis en auditorium Kursaal, en ook worden er concerten gegeven tijdens het Jazzfestival van San Sebastian.